# Station Salford Crescent
Salford Crescent is een spoorwegstation van National Rail in Salford, Salford in Engeland. Het station is eigendom van Network Rail en wordt beheerd door Northern Rail. Het station is geopend in 1987.